# 不審船発砲事件
不審船発砲事件（ふしんせんはっぽうじけん）は、北朝鮮（朝鮮民主主義人民共和国）によるスパイ事件、不審船による発砲事件。1970年（昭和45年）4月14日発生。

## 概要
1970年4月14日、兵庫県城崎郡竹野町（現、豊岡市）猫崎の東方約1.8キロメートルの日本海で、午前0時15分頃、無灯火で移動する不審船を海上保安庁の巡視船が発見し、停止を求めると時速20ノットで北方に逃走した。海保の巡視船「あさぎり」が船体300メートルまで近づいて写真撮影をおこなったところ、北朝鮮工作船とみられる不審船の船内から自動小銃（機関銃）で、2、3回、連射された。
「あさぎり」は追跡したが、船を停船させるにはおよばなかった。